# سليم المبيض
سليم عرفات إبراهيم المبيض (1 يونيو 1943- 28 فبراير 2024) هو مؤرخ وكاتب فلسطيني، ويُلقب حسب بعض المصادر «مؤرخ قطاع غزة». يُعد من أبرز المؤرخين الفلسطينيين والعرب المعاصرين.

## سيرته
وُلد سليم عرفات المبيض في 1 يونيو/حزيران 1943 في حي الشجاعية بمدينة غزة، وتلقى تعليمه الإعدادي بمدرسة الشجاعية وأنهى دراسته الثانوية من مدرسة فلسطين ومدرسة يافا عام 1961، حاصل على بكالوريوس الجغرافيا من جامعة عين شمس عام 1965، دبلوم الدراسات العليا من الجامعة نفسها عام 1966.
عمل المبيض مدرساً في مدرسة يافا الثانوية عام 1965، ثم مديراً لمدرسة الكرمل الثانوية عام 1976 حتى عام 1979، ثم مفتشاً لمواد الإجتماعيات في قطاع غزة. وفي عام 1990 عمل محاضراً غير متفرغ في الجامعة الإسلامية حتى عام 1995. كان أول مؤسس لهيئة دار الكتب الفلسطينية وأميناً عاماً لها، كما ساهم في تأسيس مركز التخطيط الفلسطيني ومركز الأبحاث التاريخية.
تُوفي في 28 فبراير/شباط 2024 في مدينة غزة عن عمرٍ ناهز 80 عامًا، كما نعته وزارة الثقافة الفلسطينية، ووضح عاطف أبو سيف بأنَّ «رحيل المبيض يشكل خسارة للثقافة الفلسطينية التي أغناها بعشرات الكتب التي عالجت تاريخ فلسطين في مراحل مختلفة، وكتب عن تراثها وأصالتها ووثق لحياة شعبها».

## مؤلفاته
وضع العديد من الكتب القيمة أهمها:
| الرقم | الكتاب                                            | سنة الإصدار | الناشر                       |
| ----- | ------------------------------------------------- | ----------- | ---------------------------- |
| 1     | الجغرافية الفلوكلورية والأمثال الشعبية الفلسطينية | 1986        | الهيئة المصرية العامة للكتاب |
| 2     | النقود العربية الفلسطينية وسكتها المدنية الأجنبية | 1989        | الهيئة المصرية العامة للكتاب |
| 3     | الحصيدة في التراث الشعبي الفلسطيني                | 1991        | الهيئة المصرية العامة للكتاب |
| 4     | البنايات الأثرية الإسلامية في غزة وقطاعها         | 1995        | الهيئة المصرية العامة للكتاب |
| 5     | غزة وقطاعها: دراسة في خلود المكان وحضارة السكان   | 1987        | الهيئة المصرية العامة للكتاب |
| 6     | ملامح الشخصية الفلسطينية في أمثالها الشعبية       | 1990        | الهيئة المصرية العامة للكتاب |
| 7     | الإبل في التراث الشعبي الفلسطيني                  | 1993        | الهيئة المصرية العامة للكتاب |
| 8     | النصرانية وآثارها في غزة                          | 1998        | مكتبة اليازجي، غزة           |
| 9     | وقفية موسى باشا آل رضوان                          | 2000        | دار ابن سينا للنشر، القاهرة  |
| 10    | حلمي أبو شعبان: الأديب الشاعر والصحفي الثائر      | 2004        | سليم المبيض                  |

كما أعد سليم المبيض كتاب «إسماعيل عاشور: الفنان التشكيلي ورسام الكاريكاتير» فيه لوحات إسماعيل عاشور ونشرته الإدارة العامة للآداب.